# Tatort: Verlorene Töchter
Verlorene Töchter ist ein Fernsehfilm aus der Kriminalreihe Tatort der ARD und des ORF. Der Film wurde vom Norddeutschen Rundfunk unter der Regie von Daniel Helfer produziert und am 21. November 2004 im Programm Das Erste erstmals gesendet. Es handelt sich um die Tatort-Folge 580. Für Kriminalhauptkommissar Jan Casstorff (Robert Atzorn) ist es sein achter Fall, in dem er ermittelt.

## Handlung
In Hamburg wird die Leiche der vierzehnjährigen Ronja gefunden, die trotz Höhenangst von einem Turm gefallen ist. Ronja stammte aus der unteren sozialen Schicht, hinzu kamen desolate Familienverhältnisse. Unter Verdacht gerät die kriminelle Mädchen-Gang mit Lucy, Fatma und Mela, die von Ronja angeführt wurde. Auch sie sind in Problemvierteln zu Hause und waren schon früh mit Gewalt und Brutalität konfrontiert. Da die Mädchen noch nicht strafmündig sind, was sie auch genau wissen, sind die Verhöre durch den mit dem Fall befassten Kriminalhauptkommissar Jan Casstorff und seine Kollegen Holiczek und Graf mehr als mühsam. Besonders der Türkin Fatma gelingt es, Casstorff bis aufs Blut zu reizen mit ihrer Gleichgültigkeit gepaart mit einer unverschämten Art. Mela, die sich auch aufgrund ihrer nicht schlanken Figur ein dickes Fell zugelegt hat, zeigt sich sehr verschlossen. Bei Lucy, die zu Hause ihren an Alzheimer erkrankten Großvater versorgt, findet Graf mit viel Empathie heraus, dass sie wohl mehr für Ronja empfunden hat als nur Freundschaft. Ferner ziehen die Kommissare in ihre Ermittlungen Marie Liebhard mit ein, Ronjas Cousine, ein ruhiges sehr sensibles Mädchen. Maries Eltern sind im Urlaub, was die Clique dazu genutzt hat, sich im Haus der Liebhards breitzumachen. Auch der aus gehobenen Verhältnissen stammende Piet gerät in den Kreis der Verdächtigen, da die Mädchenbande ihn auf seinem Schulweg immer wieder angegriffen und um Geld erleichtert hatte. Es scheint, als hätten die Vier ihr gesamtes Umfeld terrorisiert. 
Es stellt sich heraus, dass Ronja ihre Cousine Marie Liebhard erpresst hat. Zur Tatzeit waren Lucy, Fatma und Mela nach eigener Aussage bei Marie, die den Mädchen, wie von ihnen gefordert, 150 Euro gegeben haben soll. Nachdem Maries Eltern aus dem Urlaub zurück sind und von Casstorff mit den Geschehnissen konfrontiert werden, öffnet Maries Vater die Schatztruhe seiner Tochter, in der sie ihre Tagebücher aufbewahrt. Marie hat zu ihrer Tante Iris May, Ronjas Mutter, eine besondere Neigung entwickelt und sie als eine Art Mutter-Ersatz angesehen und bewahrt in der Truhe auch Kleinigkeiten auf, die sie bei ihren Besuchen bei den Mays hat mitgehen lassen. Gegenüber ihrer Tante gibt sie die Tat zu.

## Produktion
Im Film ist Musik des Duos Rosenstolz zu hören.

## Rezeption

### Einschaltquoten
Die Erstausstrahlung von Verlorene Töchter am 21. November 2004 wurde in Deutschland von insgesamt 9,08 Millionen Zuschauern gesehen und erreichte einen Marktanteil von 24,60 Prozent für Das Erste.

### Kritik
Die Kritiker der Fernsehzeitschrift TV Spielfilm zeigten bei diesem Tatort mit dem Daumen nach oben und meinten: „Kluger Krimi zum brisanten Thema Jugendgewalt“, der einen „Sensible[n] Blick in Teenagerseelen“ offenbare.
Kino.de war der Ansicht, dass das Skript „zwar keine neue, aber eine dennoch aufrüttelnde Thematik“ biete.